# 田中千香士
田中 千香士（たなか ちかし、1939年1月31日 - 2009年1月19日）は、日本のヴァイオリニスト、音楽教育家。父はヴァイオリニストの田中詠人、母は声楽家の田中伸枝、実姉はピアニストの田中希代子。

## 経歴
幼少時よりヴァイオリニストである父に指導を受けた。1950年、全日本学生音楽コンクールで1位。1951年、日本音楽コンクールで入選。1953年、同コンクールで1位。同年、桐朋学園を中退。1955年、パリ国立音楽院に留学しガブリエル・ブイヨンに師事。1957年、同校を首席で卒業。1962年に帰国。
1963年、京都市交響楽団のコンサートマスターに就任。1966年、NHK交響楽団のコンサートマスターに就任。ソロ活動と並行して室内楽の分野では、田中千香士弦楽四重奏団、田中千香士合奏団を主宰。1979年、N響を退団。姉の田中希代子が病で動けなくなってからは千香士が入浴介護にあたった。東京藝術大学で弦楽科主任教授、名古屋音楽大学学長。2007年、「ちかしオーケストラ」を結成、2008年に第1回コンサート。2009年2月2日第2回コンサート直前に肝不全で死去。

## 門下生
- 大谷康子
- 大林修子(1960? - )
- 桑野聖(1964 - )
- 渡辺玲子(1966 - )
- 川田知子(1968 - )
- 相曽賢一朗(1969 - )
- 千々岩英一(1969 - )
- 二村英仁(1970 - )
- 若林暢
- 島田真千子(1975 - )
- 瀬﨑明日香(1977 - )
- 森下幸路
- 矢野玲子(1982? - )
- 宮下綾子(1983 - )
- 西谷国登(1983 - )
- 福留史紘
- 小籠郁子

## CD
- 『田中千香士の芸術』キングレコード、KICC-786/7、2009年6月24日発売[7]

## 出演番組
- バイオリンのおけいこ（NHK教育）

## 著書
- 『五本の柱 ヴァイオリン道修行の旅』レッスンの友社、ISBN 4947740043、2001年7月刊